# پیپت آمریکایی
پیپت آمریکایی، پیپت شکم‌نخودی یا پیپت تالابی پاقهوه‌ای (نام علمی: Anthus rubescens) نام یک گونه از سرده پی‌پت است.